# Gimnastika na Poletnih olimpijskih igrah 1928
Gimnastika na Poletnih olimpijskih igrah 1928. Tekmovanja so potekala v sedmih disciplinah za moške in eni za ženske v Amsterdamu.

## Dobitnice medalj
| Disciplina      | Zlato | Srebro | Bron |
| Mnogoboj ekipno | Nizozemska · Estella Agsteribbe · Jacomina van den Berg · Alida van den Bos · Petronella Burgerhof · Elka de Levie · Helena Nordheim · Ans Polak · Petronella van Randwijk · Hendrika van Rumt · Jud Simons · Jacoba Stelma · Anna van der Vegt | Italija · Bianca Ambrosetti · Lavinia Gianoni · Luigina Giavotti · Virginia Giorgi · Germana Malabarba · Clara Marangoni · Luigina Perversi · Diana Pizzavini · Luisa Tanzini · Carolina Tronconi · Ines Vercesi · Rita Vittadini | Združeno kraljestvo · Annie Broadbent · Lucy Desmond · Margaret Hartley · Amy Jagger · Isobel Judd · Jessie Kite · Marjorie Moreman · Edith Pickles · Ethel Seymour · Ada Smith · Hilda Smith · Doris Woods |

## Medalje po državah
| Poz | Država              | Zlato | Srebro | Bron | Skupaj |
| 1   | Švica               | 5     | 2      | 2    | 9      |
| 2   | Češkoslovaška       | 1     | 3      | 1    | 5      |
| 3   | Jugoslavija         | 1     | 1      | 3    | 5      |
| 4   | Nizozemska          | 1     | 0      | 0    | 1      |
| 5   | Italija             | 0     | 2      | 0    | 2      |
| 6   | Finska              | 0     | 0      | 1    | 1      |
| 6   | Združeno kraljestvo | 0     | 0      | 1    | 1      |